# Cittaslow
Cittaslow é uma organização não governamental fundada em 1999, na Itália, que tem, por objetivo, reduzir a velocidade da vida nas cidades visando a uma melhoria da qualidade de vida nas mesmas. Sua criação foi inspirada pela organização Slow Food, com quem forma o movimento internacional conhecido como Slow Movement. No Brasil, apenas a cidade de Socorro, em São Paulo, possui o título.

## Etimologia
"Città" é o termo italiano para "cidade" e "slow" é o termo inglês para "lento". "Cittaslow" significa, portanto, "cidade lenta".

## Categorias de membros
Existem três categorias de membros na organização:
- cidade Cittaslow: cidades com menos de 50.000 habitantes;
- apoiador Cittaslow: cidades com mais de 50.000 habitantes;
- amigo Cittaslow: indivíduo ou família.

## Membros
Em Dezembro de 2018 a rede era composta por 252 cidades de 30 países e áreas territoriais.
| País            | Cidades cittaslow - Dezembro de 2018 | Número |
| --------------- | --- | ------ |
| Austrália       | Goolwa, Katoomba, Yea | 3      |
| Áustria         | Enns, Hartberg, Horn | 3      |
| Bélgica         | Chaudfontaine, Enghien, Estinnes, Evere, Lens, Silly | 6      |
| Brasil          | Socorro | 1      |
| Canadá          | Cowichan Bay, Naramata, Lac-Mégantic, Wolfville | 2      |
| China           | Yaxi (distrito de Gaochun), Yanyang (cidade de Meizhou), Songbai, Fuli, Yuhu, Jingyang, Luzhi | 2      |
| Colômbia        | Pijao | 1      |
| Dinamarca       | Mariagerfjord, Svendborg | 2      |
| Finlândia       | Kristinestad | 1      |
| França          | Blanquefort, Creon, Labastide D’Armagnac, Loix, Mirande, Saint Antonin Noble Val, Segonzac, Valmondois, Simorre, Samantan | 8      |
| Alemanha        | Bad Schussenried, Berching, Bischofsheim, Blieskastel, Deidesheim, Hersbruck, Lüdinghausen, Nördlingen, Penzlin, Überlingen, Waldkirch, Wirsberg | 12     |
| Hungria         | Hódmezővásárhely | 1      |
| Islândia        | Djúpivogur | 1      |
| Irlanda         | Clonakilty | 1      |
| Itália          | Abbiategrasso, Acqualagna, Acquapendente, Altomonte, Amalfi, Amelia, Anghiari, Asolo, Barga, Bazzano, Borgo Val di Taro, Bra, Brisighella, Bucine, Caiazzo, Capalbio, Casalbeltrame, Castel Campagnano, Castel San Pietro Terme, Castelnovo ne' Monti, Castelnuovo Berardenga, Castiglione in Teverina, Castiglione Olona, Cerreto Sannita, Chiavenna, Chiaverano, Cisternino, Città della Pieve, Città Sant'Angelo, Civitella in Val di Chiana, Cutigliano, Fontanellato, Francavilla al Mare, Galeata, Giuliano Teatino, Gravina in Puglia, Greve in Chianti, Grumes, Guardiagrele, Levanto, Marradi, Massa Marittima, Monte Castello di Vibio, Morimondo, Montefalco, Novellara, Orsara di Puglia, Orvieto, Pellegrino Parmense, Penne, Pianella, Pollica, Positano, Pratovecchio-Stia, Preci, Ribera, San Gemini, San Miniato, San Potito Sannitico, San Vincenzo, Santa Sofia, Santarcangelo di Romagna, Scandiano, Sperlonga, Suvereto, Teglio, Termoli, Tirano, Todi, Tolfa, Torgiano, Trani, Trevi, Vigarano Mainarda, Zibello | 75     |
| Japão           | Kesennuma | 1      |
| Países Baixos   | Alphen-Chaam, Bellingwedde, Borger-Odoorn, Heerde, Midden-Delfland, Vaals, Vlagtwedde | 7      |
| Nova Zelândia   | Matakana (Distrito de Rodney) | 1      |
| Chipre do Norte | Yeni Boğaziçi, Lefka | 2      |
| Noruega         | Eidskog, Levanger, Sokndal | 3      |
| Polónia         | Barczewo, Bartoszyce, Biskupiec, Bisztynek, Dobre Miasto, Gołdap, Górowo Iławeckie, Kalety, Lidzbark Warminski, Lubawa, Murowana Goślina, Nidzica, Nowe Miasto Lubawskie, Nowy Dwór Gdański, Olsztynek, Pasym, Rejowiec Fabryczny, Reszel, Ryn | 17     |
| Portugal        | Lagos, São Brás de Alportel, Silves, Tavira, Viana do Castelo, Vizela | 6      |
| África do Sul   | Sedgefield | 1      |
| Coreia do Sul   | Cheongsong County (Pacheon-myeon), Damyang County (Changpyeong-myeon), Hadong County (Akyang-myeon), Jecheon (Susan-myeon & Bakdaljae), Jeonju (Jeonju Hanok Village), Namyangju (Joan-myeon), Sangju (Hamchang-eup, Gonggeom-myeon, Ian-myeon), Shinan County (jeung-do island), Wando County (Cheongsando Island), Yeongwol County (Kimsatgat-myeon), Yesan (Daeheung & Eungbong-myeon) | 11     |
| Espanha         | Begur, Bigastro, Lekeitio, Mungia, Pals, Rubielos de Mora | 6      |
| Suécia          | Falcopinga | 1      |
| Suíça           | Mendrisio | 1      |
| Taiwan          | Fonglin | 1      |
| Turquia         | Akyaka, Gökçeada, Halfeti, Perşembe, Seferihisar, Şavşat, Taraklı, Vize, Yalvaç, Yenipazar | 9      |
| Reino Unido     | Aylsham, Berwick-upon-Tweed, Llangollen, Mold, Perth | 5      |
| Estados Unidos  | Fairfax (Califórnia), Sebastopol, Sonoma | 3      |